# Open di Francia 2024 - Quad doppio
Il quad doppio del torneo di tennis professionistico Open di Francia 2024, facente parte della categoria Grande Slam, si è giocato dal 7 all'8 giugno 2024 allo Stade Roland Garros di Parigi, Francia.
Andy Lapthorne e Donald Ramphadi erano i campioni in carica, ma hanno scelto di non difendere il titolo assieme. Lapthorne ha fatto coppia con Guy Sasson. Ramphadi ha giocato con Heath Davidson, ma sono stati sconfitti in semifinale da Sam Schröder e Niels Vink.
In finale Sam Schröder e Niels Vink hanno sconfitto Andy Lapthorne e Guy Sasson con il punteggio di 7–6(9), 6–1.

## Teste di serie
1. Sam Schröder /  Niels Vink (campioni)

1. Andy Lapthorne /  Guy Sasson (finale)

## Tabellone

### Legenda
| - Q = Qualificato - WC = Wild card - LL = Lucky loser | - ALT = Alternate - SE = Special Exempt - PR = Protected Ranking | - w/o = Walkover - r = Ritirato - d = Squalificato |

|  | Semifinali | Semifinali                     | Semifinali                     | Semifinali | Semifinali |  |  | Finale | Finale                    | Finale                    | Finale | Finale |  |
|  |            |                                |                                |            |            |  |  |        |                           |                           |        |        |  |
|  | 1          | Sam Schröder Niels Vink        | Sam Schröder Niels Vink        | 6          | 6          |  |  |        |                           |                           |        |        |  |
|  |            | Heath Davidson Donald Ramphadi | Heath Davidson Donald Ramphadi | 1          | 3          |  |  | 1      | Sam Schröder Niels Vink   | Sam Schröder Niels Vink   | 7      | 6      |  |
|  |            | Robert Shaw David Wagner       | 2                              | 6          | [2]        |  |  | 2      | Andy Lapthorne Guy Sasson | Andy Lapthorne Guy Sasson | 62     | 1      |  |
|  | 2          | Andy Lapthorne Guy Sasson      | 6                              | 3          | [10]       |  |  |        |                           |                           |        |        |  |